# マネースクープ
『マネースクープ』は2014年10月13日から2015年3月16日まで放送されていたフジテレビ系「COOL TV」月曜枠の経済情報番組である。全20回。

## 概要
2014年7月2日に単発で放送された『驚額!マネースクープ』をレギュラー化して放送するもの。タイトルにあるように「お金」にまつわる話題を、お金に精通したベテランタレントが「マネースクーパー」なる記者として繰り出して取材に出かけ、現代のお金事情・経済事情を分析する。
メインキャスターには天野ひろゆきと、NHK元アナウンサー（現・フリーアナウンサー、ジャーナリスト）の堀潤を、マネースクーパーには月9などトレンディードラマ全盛期に活躍した有森也実、田中美奈子、千堂あきほ、野村宏伸、大沢樹生らを起用。
2015年4月より本番組放送時間帯に『キスマイ BUSAIKU!?』を放送することが決まり、本番組は同年3月16日を以って終了した。

## 出演者

### MC
チーフマネースクーパー
- 天野ひろゆき（キャイ〜ン）

解説マネースクーパー
- 堀潤（フリーアナウンサー）

アシスタントスクーパー
- 山中章子（フジテレビアナウンサー）

### レギュラー
マネースクーパー
- 有森也実
- 千堂あきほ
- 大沢樹生
- 野村宏伸
- 宮川一朗太
- 田中美奈子
- m.c.A・T
- 田村英里子
- 飯尾和樹（ずん）

過去の出演者
- 生野陽子（フジテレビアナウンサー、「驚額!マネースクープ」の進行）

## スタッフ
レギュラー版
- 企画：赤池洋文
- 構成：北本かつら、有川周一、藤原昭彦、木村タカヒロ、清水寛生、松本建一
- ナレーション：湯浅真由美
- TP：坂本淳一
- SW：松井光太郎
- CAM：今井健一
- VE：藤崎康広
- AUD：佐藤博隆
- 照明：根本進、黒井宏行
- 美術制作：吉良久仁子
- デザイン：棈木陽次
- 美術進行：矢野雄一郎
- 大道具：畠山茂
- アクリル装飾：國母淳一
- 電飾：山崎峰生
- 装飾：門間誠
- メイク：綿谷菜那
- CG：渡辺佳宣
- 編集：黒田昌志、古屋卓、青木秀幸
- MA：渡邊優久、鈴木久美子
- 音効：北澤寛之
- TK：碓井香都子
- 技術協力：fmt、IMAGICA、RENOVATIO、東京オフラインセンター
- 美術協力：フジアール
- リサーチ：フリード、ワイズプロジェクト
- 広報：瀧澤航一郎
- AD：岡部大五郎、秋山務、斎藤龍佑
- デスク：小林加奈、小林初美
- 制作進行：後藤梢
- AP：岡野明子、高橋尚輝
- 制作P：渡邊奈津子
- 協力P：宇和川隆、手塚達也（途中まで）
- ディレクター：松浦健太郎、大野剛史、中西正太、赤堀哲也、田中宏明、熊川隆太、岡山薫
- プロデューサー：高橋洋子
- 演出：広瀬陽一
- 制作協力：クリーク・アンド・リバー社
- 制作著作：フジテレビ

パイロット版
- 構成：北本かつら、有川周一、吉田至、木村タカヒロ、清水寛生、松本建一
- ナレーション：湯浅真由美
- TD：坂本淳一
- SW：松井光太郎
- CAM：今井健一
- VE：藤崎康広
- AUD：佐藤博隆
- 照明：根本進
- 美術プロデューサー：平岡慶大
- 美術デザイン：棈木陽次
- 美術進行：矢野雄一郎
- 大道具：畠山茂
- 装飾：門間誠
- アクリル装飾：國母淳一
- 電飾：富谷聡
- メイク：綿谷菜那
- CG：渡辺佳宣
- 編集：小口夏樹
- MA：土屋信
- 音効：北澤寛之
- TK：星美香
- 技術協力：fmt、IMAGICA、RENOVATIO、東京オフラインセンター
- リサーチ：BLUE MOUNTAIN
- 広報：鈴木良子
- デスク：吉岡沙織
- 制作スタッフ：岡部大五郎、伊藤泰助、浦上沙希、小林大士
- AP：山本千穂
- 制作P：高橋洋子
- ディレクター：小林剛、山上寛人、犬飼義啓、田中宏明、上村雄一、岡山薫
- 演出：広瀬陽一
- プロデューサー：赤池洋文
- 制作：フジテレビバラエティ制作センター
- 制作著作：フジテレビ